# Liste der Landschaftsschutzgebiete im Rems-Murr-Kreis
Im Rems-Murr-Kreis gibt es 61 Landschaftsschutzgebiete. Die ältesten Landschaftsschutzgebiete im Kreis wurden am 4. November 1968 eingerichtet.
| Name                                                                                             | Bild | Kennung               | Einzelheiten | Position | Fläche Hektar | Datum         |
| ------------------------------------------------------------------------------------------------ | ---- | --------------------- | --- | -------- | ------------- | ------------- |
| Gebiete nördlich und östlich Welzheim                                                            | BW   | 1.19.001 WDPA: 321001 | Kaisersbach, Welzheim Keuperwald- und -tallandschaft; Erholungsgebiet. | ⊙        | 2.435,9       | 4. Nov. 1968  |
| Ebnisee                                                                                          |      | 1.19.002 WDPA: 320490 | Kaisersbach, Welzheim Oberes Wieslauftal, Schmalenberg und Hägerhof; Erholungsgebiet um den Ebnisee. | ⊙        | 665,8         | 4. Nov. 1968  |
| Schornbach-, Wieslauf-, Urbach- und Bärenbachtal mit angrenzenden Höhen und Sünchenberg          | BW   | 1.19.003 WDPA: 324256 | Althütte, Plüderhausen, Rudersberg, Schorndorf Keupertäler und ihre Seitentäler mit angrenzenden Obsthängen und bewaldeten Höhen. | ⊙        | 2.334,7       | 4. Nov. 1968  |
| Rodungsinseln im Schwäbischen Wald                                                               | BW   | 1.19.005 WDPA: 323915 | Plüderhausen, Rudersberg, Urbach Rodungsflächen als für den Welzheimer Wald typische Landschaftselemente; naturnahe Elemente der Kulturlandschaft mit großer Bedeutung für die Erholung. | ⊙        | 92,9          | 15. Okt. 1982 |
| Buchenbach-, Brunnbächle-, Steinach- und Zipfelbachtal mit angrenzenden Hängen sowie Bürger Höhe | BW   | 1.19.008 WDPA: 320137 | Leutenbach, Rudersberg, Waiblingen, Winnenden | ⊙        | 1.006,8       | 4. Nov. 1968  |
| Zipfelbachtal, Korber Kopf, Buocher Höhe, Remstalhänge, Ramsbachtal und Grafenberg               |      | 1.19.009 WDPA: 325991 | Korb, Schorndorf, Schwaikheim, Waiblingen, Remshalden, Weinstadt, Winnenden, Winterbach Keuperlandschaft mit Weinbergen, Obsthängen, Bachtälchen, Wiesen und Wald. | ⊙        | 2.085,6       | 4. Nov. 1968  |
| Zipfelbachtalaue                                                                                 |      | 1.19.010 WDPA: 325992 | Schwaikheim, Winnenden Talaue mit schönem Ufergehölz. | ⊙        | 42,3          | 4. Nov. 1968  |
| Sörenberg                                                                                        |      | 1.19.011 WDPA: 324700 | Korb, Waiblingen Weinberg- und Obstbaugebiet. | ⊙        | 57,6          | 4. Nov. 1968  |
| Unteres Remstal mit Randgebieten                                                                 |      | 1.19.012 WDPA: 325353 | Waiblingen Typische Muschelkalktallandschaft mit Klebwäldern; Pufferzone für das NSG "Unteres Remstal". | ⊙        | 131,0         | 6. Apr. 1987  |
| Hartwald mit Umgebung                                                                            |      | 1.19.013 WDPA: 321400 | Fellbach, Waiblingen Einziges größeres Waldgebiet in der Lößebene nördlich von Fellbach, das für die Erholung wichtig ist. | ⊙        | 202,6         | 7. Mai 2004   |
| Oeffinger Rain und Weidachtal                                                                    |      | 1.19.014 WDPA: 323452 | Fellbach Reichster Klebwald in der Umgebung Stuttgarts; Muschelkalktälchen. | ⊙        | 40,1          | 4. Nov. 1968  |
| Kappelberg, Kernen, Haldenbach-, Strümpfelbach- und Beutelsbachtal mit angrenzenden Höhen        |      | 1.19.015 WDPA: 322061 | Fellbach, Remshalden, Weinstadt, Kernen im Remstal Keuperlandschaft mit dem vielbesuchten Waldgebiet am Kernen, den bekannten Wein- und Obstlagen um Strümpfelbach, Beutelsbach und Schnait. | ⊙        | 1.904,2       | 20. Aug. 2003 |
| Ottilienberg                                                                                     |      | 1.19.016 WDPA: 323602 | Schorndorf Markanter Keuperberg. | ⊙        | 8,3           | 4. Nov. 1968  |
| Galgenberg-Frauenberg                                                                            |      | 1.19.017 WDPA: 320948 | Schorndorf Obstbau- und Wiesengelände. | ⊙        | 9,7           | 4. Nov. 1968  |
| Hangfuß des Hörnle                                                                               | BW   | 1.19.018 WDPA: 321365 | Winterbach Obstbau- und Wiesengelände. | ⊙        | 46,6          | 4. Nov. 1968  |
| Manolzweiler                                                                                     | BW   | 1.19.019 WDPA: 322892 | Winterbach Schmaler, unbewaldeter Lias-Höhenrücken des Schurwaldes rund um den kleinen Ort Manolzweiler mit herrlicher Aussicht. Das Gebiet wird durch eine historische Wegeverbindung vom Remstal ins Filstal bei Uhingen zerschnitten. Schon vor etwa 4000 Jahren bestand während der Jungsteinzeit eine bäuerliche Siedlung. | ⊙        | 76,4          | 4. Nov. 1968  |
| Engelberg                                                                                        | BW   | 1.19.020 WDPA: 320645 | Winterbach Erholungsgebiet mit schöner Aussicht. | ⊙        | 109,6         | 4. Nov. 1968  |
| Landschaftsteil Schlichten                                                                       | BW   | 1.19.021 WDPA: 322443 | Schorndorf, Winterbach Offene Landschaft. | ⊙        | 33,0          | 4. Nov. 1968  |
| Barain                                                                                           | BW   | 1.19.022 WDPA: 319778 | Schorndorf Wiesenlandschaft. | ⊙        | 21,5          | 4. Nov. 1968  |
| Landschaftsteil Aichenbachhof                                                                    | BW   | 1.19.023 WDPA: 322432 | Plüderhausen Offene Landschaft. | ⊙        | 17,1          | 4. Nov. 1968  |
| Südosthang des Konnenbergs                                                                       | BW   | 1.19.024 WDPA: 324923 | Plüderhausen Wiesen- und Obsthang. | ⊙        | 8,2           | 4. Nov. 1968  |
| Schlierbachtal und Burghalde                                                                     | BW   | 1.19.025 WDPA: 324177 | Plüderhausen Keupertälchen mit Wiesen- und Obsthängen. | ⊙        | 44,0          | 7. Mai 2004   |
| Allmersbacher und Kleinaspacher Weinberge mit Rohrbachtal                                        | BW   | 1.19.026 WDPA: 319491 | Aspach Keuperweinberglandschaft. | ⊙        | 108,9         | 15. Apr. 1971 |
| Eichelberg                                                                                       | BW   | 1.19.028 WDPA: 320539 | Oppenweiler, Sulzbach an der Murr | ⊙        | 24,6          | 15. Apr. 1971 |
| Eschelbachtal                                                                                    | BW   | 1.19.029 WDPA: 320700 | Sulzbach an der Murr | ⊙        | 33,2          | 15. Apr. 1971 |
| Eschelhof                                                                                        |      | 1.19.030 WDPA: 320701 | Sulzbach an der Murr | ⊙        | 14,6          | 15. Apr. 1971 |
| Fischbachtal                                                                                     |      | 1.19.031 WDPA: 320812 | Großerlach, Sulzbach an der Murr | ⊙        | 73,9          | 15. Apr. 1971 |
| Forstbach- und Heiligental                                                                       | BW   | 1.19.032 WDPA: 320853 | Aspach Reizvolle Keupertäler. | ⊙        | 141,3         | 15. Apr. 1971 |
| Franzosenbuckel                                                                                  | BW   | 1.19.033 WDPA: 320865 | Murrhardt Bühl im Murrtal. | ⊙        | 1,7           | 15. Apr. 1971 |
| Glattenzain- und Rauhenzain- sowie Dappachtal                                                    | BW   | 1.19.034 WDPA: 321091 | Murrhardt Reizvolle naturnahe Wiesentäler mit natürlichen gehölzbestandenen Bachläufen und bewaldeten Hängen im Welzheimer Wald. | ⊙        | 21,9          | 15. Apr. 1971 |
| Göckel-, Otterbach- und oberes Murrtal                                                           | BW   | 1.19.035 WDPA: 321111 | Kaisersbach, Murrhardt | ⊙        | 315,9         | 15. Apr. 1971 |
| Harbachtal                                                                                       | BW   | 1.19.036 WDPA: 321377 | Murrhardt Unbewaldeter Teil des unteren Harbachtales oberhalb Harbach. | ⊙        | 17,5          | 15. Apr. 1971 |
| Hornungshof                                                                                      | BW   | 1.19.037 WDPA: 321768 | Aspach Weinberghang in der Backnanger Bucht. | ⊙        | 15,7          | 15. Apr. 1971 |
| Katharinenhof                                                                                    | BW   | 1.19.038 WDPA: 322069 | Backnang Schloßpark. | ⊙        | 21,8          | 15. Apr. 1971 |
| Murrhardter Wald                                                                                 |      | 1.19.039 WDPA: 323104 | Althütte, Auenwald, Kaisersbach, Murrhardt, Rudersberg Keuperwald- und -tallandschaft; Erholungsgebiet. | ⊙        | 2.340,3       | 15. Apr. 1971 |
| Rohrbachtal mit Reichenberg                                                                      | BW   | 1.19.040 WDPA: 323929 | Oppenweiler Keuperberge und Wiesentäler. | ⊙        | 205,6         | 15. Apr. 1971 |
| Schneckenbühl                                                                                    | BW   | 1.19.041 WDPA: 324227 | Backnang Waldgebiet. | ⊙        | 14,0          | 15. Apr. 1971 |
| Haselbachtal                                                                                     | BW   | 1.19.042 WDPA: 321411 | Sulzbach an der Murr | ⊙        | 48,8          | 15. Apr. 1971 |
| Trauzenbachtal                                                                                   | BW   | 1.19.043 WDPA: 325216 | Großerlach, Murrhardt Sehr abwechslungsreicher Teil des Schwäbisch-Fränkischen Waldes mit hervorragender Erholungseignung. | ⊙        | 720,4         | 15. Mai 1984  |
| Spiegelberger Lautertal mit Nebentälern und angrenzenden Gebieten                                | BW   | 1.19.044 WDPA: 324719 | Oppenweiler, Spiegelberg, Sulzbach an der Murr, Aspach | ⊙        | 1.203,4       | 18. Juni 1974 |
| Fichtenberger Rot-, Murr- und Fornsbachtal mit angrenzenden Höhenzügen                           | BW   | 1.19.045 WDPA: 320797 | Großerlach, Murrhardt | ⊙        | 378,3         | 17. Dez. 1975 |
| Haselbachtal                                                                                     |      | 1.19.046 WDPA: 321412 | Alfdorf | ⊙        | 802,4         | 29. Dez. 1975 |
| Welzheimer Wald mit Leintal                                                                      |      | 1.19.047 WDPA: 325761 | Alfdorf, Kaisersbach, Murrhardt, Welzheim | ⊙        | 3.635,6       | 20. Aug. 1972 |
| Zuckmantel                                                                                       | BW   | 1.19.048 WDPA: 326001 | Waiblingen | ⊙        | 141,3         | 15. Nov. 1979 |
| Warthof                                                                                          | BW   | 1.19.049 WDPA: 325661 | Aspach | ⊙        | 3,3           | 16. Nov. 1979 |
| Seegut                                                                                           | BW   | 1.19.050 WDPA: 324521 | Weissach im Tal Feuchtgebiet mit reichhaltiger Flora und Fauna. | ⊙        | 1,3           | 6. Aug. 1980  |
| Rotenbühl                                                                                        | BW   | 1.19.051 WDPA: 30943  | Leutenbach Landschaftsprägender Obstwiesenhang. | ⊙        | 10,5          | 7. Jan. 1981  |
| Unteres Gundelsbacher Tal                                                                        | BW   | 1.19.052 WDPA: 325341 | Remshalden, Weinstadt Talaue und Hänge mit besonderem Erholungswert. | ⊙        | 50,0          | 20. Jan. 1981 |
| Stärrenberg-Bronnbachtal                                                                         | BW   | 1.19.053 WDPA: 324778 | Schorndorf, Winterbach Landschaftsbestimmender Berg mit Obstwiesen und noch sehr naturnahes Tal. | ⊙        | 46,1          | 12. Mai 1982  |
| Nassachtal                                                                                       |      | 1.19.054 WDPA: 323122 | Schorndorf Reizvolle naturnahe Landschaft. | ⊙        | 1.171,6       | 6. Sep. 1982  |
| Remsaue mit Linsenberg                                                                           | BW   | 1.19.055 WDPA: 323805 | Schorndorf, Urbach Landschaftsbestimmender Berg und naturnahe Grünflächen der Remsaue. | ⊙        | 108,7         | 16. Aug. 1982 |
| Zuckmantel-Erweiterung                                                                           | BW   | 1.19.056 WDPA: 326001 | Waiblingen Erholungslandschaft von besonderer Eigenart und Schönheit. | ⊙        | 8,2           | 1. Feb. 1983  |
| Gebiete um Welzheim und Walkersbacher Tal                                                        | BW   | 1.19.057 WDPA: 321008 | Alfdorf, Plüderhausen, Rudersberg, Urbach Erholungslandschaft von besonderer Eigenart und Schönheit. | ⊙        | 1.218,3       | 28. Feb. 1983 |
| Unteres Murrtal                                                                                  | BW   | 1.19.058 WDPA: 325347 | Backnang, Burgstetten, Kirchberg an der Murr, Leutenbach Charakteristisches Landschaftsbild; Wiesenauen im Murrtal und Nebentälern; Naherholungsraum. | ⊙        | 1.011,8       | 3. Jan. 1984  |
| Gebiete um die Murrquellflüsse                                                                   | BW   | 1.19.059 WDPA: 321004 | Althütte, Kaisersbach, Murrhardt 2 Teilgebiete. Teil des Schwäbisch-Fränkischen Waldes mit naturnahem Charakter; hervorragendes Erholungsgebiet. | ⊙        | 1.348,4       | 9. Apr. 1984  |
| Südliches Weissacher Tal und Berglen                                                             |      | 1.19.060 WDPA: 324921 | Allmersbach im Tal, Althütte, Auenwald, Backnang Zusammenhängender, großräumiger, schützenswerter Landschaftsraum zwischen Murrquellflüssen über den "Murrhardter Wald" bis hinein ins Weissacher Tal; Erholungsgebiet. | ⊙        | 2.235,5       | 21. Dez. 1984 |
| Beutelstein und angrenzende Gebiete                                                              |      | 1.19.061 WDPA: 319915 | Waiblingen, Weinstadt Grünbereich als Erholungs- und Ausgleichsraum. | ⊙        | 72,8          | 30. Apr. 1985 |
| Talabschnitt der Rems zwischen Weinstadt und Remshalden samt Fuß des Kappelberges                |      | 1.19.062 WDPA: 325002 | Remshalden, Weinstadt Zum Zwecke des Klimaausgleiches, der Frischluftversorgung, des Wasserhaushaltes und der Naherholung sollen die noch vorhandenen Grünflächen erhalten bleiben. | ⊙        | 90,0          | 28. Mai 1985  |
| Fornsbacher Talspinne-Hungerbühl-Hunnenburg                                                      | BW   | 1.19.063 WDPA: 320849 | Murrhardt Landschaftlich, landeskundlich und erdgeschichtlich bedeutsame Fornsbacher Talspinne; Dauergrünland in den Talräumen; ökologisch notwendiges Umland für den Bestand einer im NSG "Gaab" brütenden, vom Aussterben bedrohten Vogelart.                                                                                 | ⊙        | 141,0         | 15. Sep. 1989 |
| Rehfeld, Hof, Steinmäurich, Heiligenäcker und Umgebung                                           | BW   | 1.19.064 WDPA: 323776 | Schorndorf Dem NSG „Rehfeldsee“ als Pufferzone dienendes LSG; ökologisch wertvolle, extensiv genutzte Streuobstwiesen mit Hecken, Gebüschgruppen, Feuchtflächen und Quellbereichen; Naherholungsraum. | ⊙        | 94,0          | 20. Dez. 1990 |
| Oberstes Rottal mit Seitentälern und Umgebung                                                    |      | 1.19.065 WDPA: 323419 | Großerlach Ökologisch notwendige Puffer- und Ergänzungszone zum Naturschutzgebiet "Wiesen im Rot- und Dachsbachtal bei Finsterrot". | ⊙        | 26,0          | 16. Apr. 1991 |
| Legende für Landschaftsschutzgebiet                                                              |      |                       | |          |               |               |